# Medebacher Bucht
Die Medebacher Bucht ist ein größtenteils im sauerländischen Hochsauerlandkreis (Nordrhein-Westfalen) gelegener Naturraum im Ostsauerländer Gebirgsrand (Haupteinheit 332), der im Süden und Osten auch Anteil am nordhessischen Landkreis Waldeck-Frankenberg hat und die Kennziffer 332.4 trägt. Als eine von bewaldeten Höhen umschlossene Mittelgebirgssenke gliedert sie sich in die Medebacher Schiefe Ebene um Medebach im Norden, das Hallenberger Hügelland mit Hallenberg im Südwesten und den Münder Grund im Osten und Süden.
Hieran angelehnt bezeichnet Medebacher Bucht auch eine Kulturlandschaft im westfälischen Regierungsbezirk Arnsberg. Sie wird von den Landschaftsverbänden Rheinland und Westfalen-Lippe als eine von 32 nordrhein-westfälischen Kulturlandschaften unter der Schlüsselnummer KL 23 geführt. Sie ist, auf NRW bezogen, deutlich umfangreicher als der gleichnamige Naturraum und schließt auch die Grafschafter Kammer (332.52) weiter nördlich mit den nördlicheren Stadtteilen Medebachs mit ein, ferner den über Nuhne und Orke zur mittleren Eder entwässernden Südosten des Rothaargebirges mit dem Osthang der Ziegenhelle und der kompletten Hohen Seite, die die Medebacher Bucht von Norden bis Osten rahmen, inklusive des Winterberger Stadtteils Züschen am dazwischen gelegenen Züschener Nuhnekessel. Damit sind die Grenzen des Kulturraums letztlich identisch mit denen des Einzugsgebiets der beiden Eder-Zuflüsse.
In der Medebacher Bucht liegt das Vogelschutzgebiet Medebacher Bucht. Westen und Mitte der Medebacher Bucht sind Teil des Naturparks Sauerland-Rothaargebirge, nicht jedoch der hessische Teil zwischen Münden und Somplar, der in etwa dem Münder Grund entspricht.

## Geographische Lage

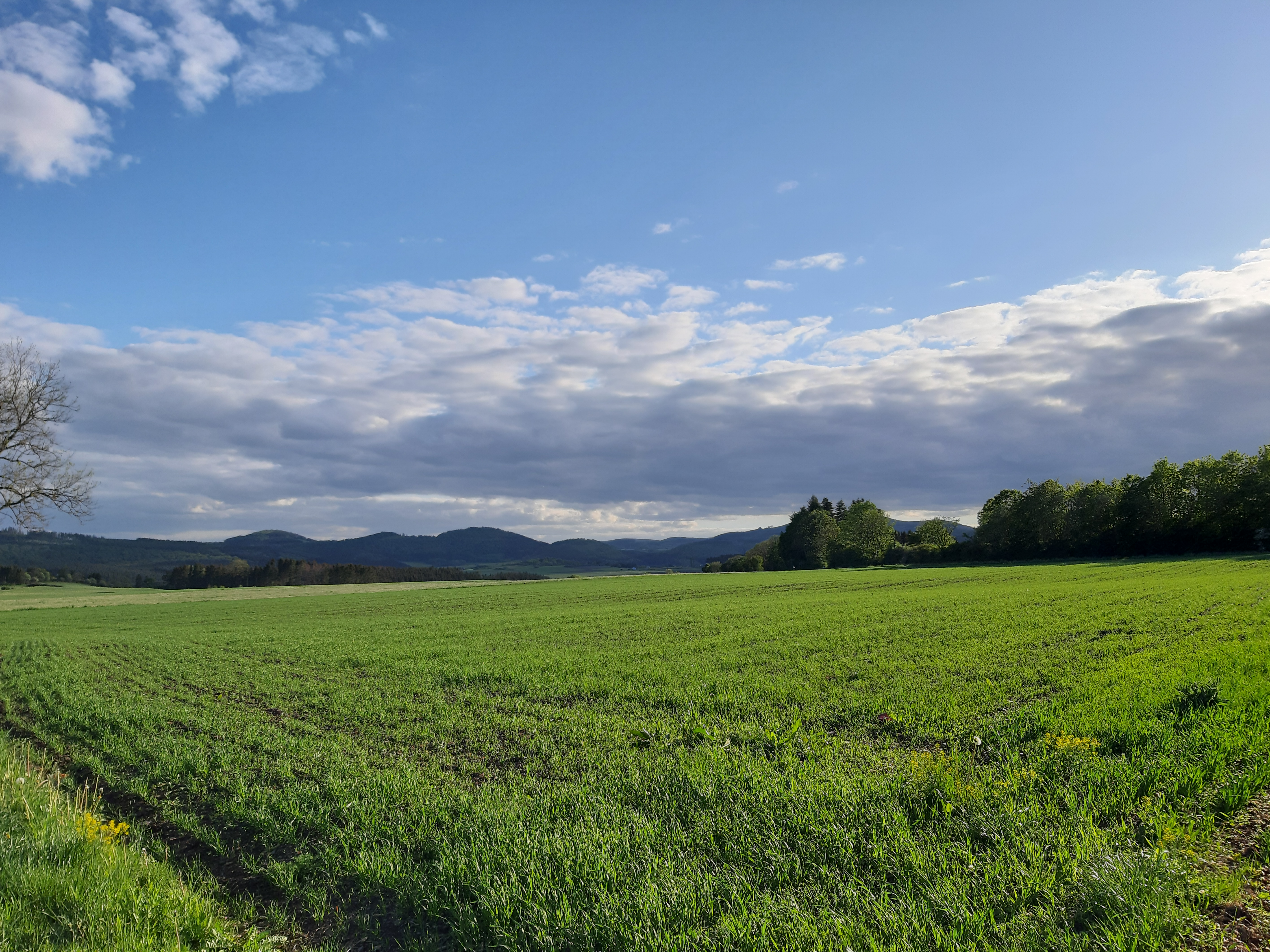
Blick vom Süden Medebachs in Richtung Hallenberger Hügelland und Rothaargebirge

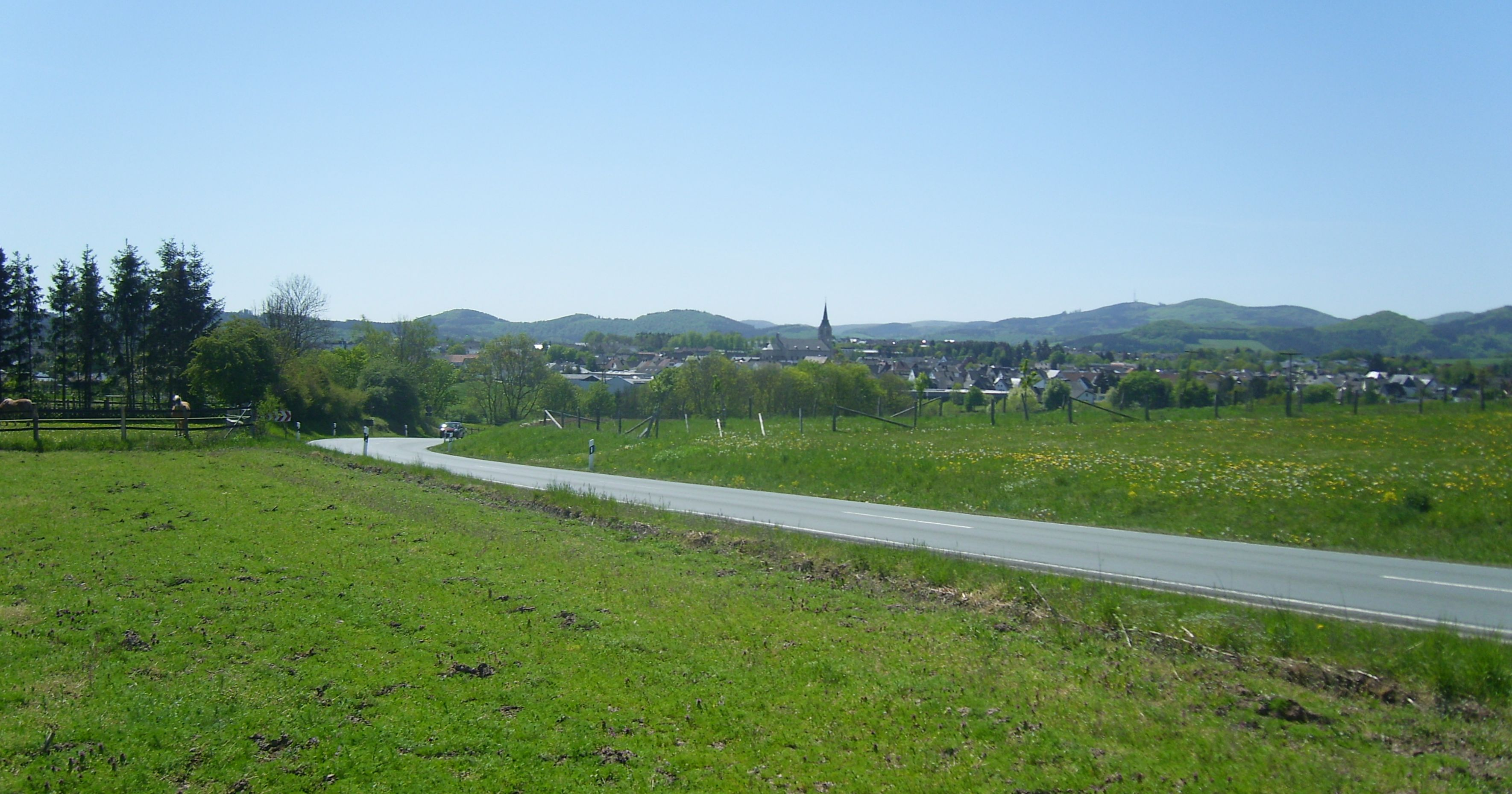
Medebach im Zentrum der Medebacher Schiefen Ebene

Die Medebacher Bucht umfasst den südöstlichen Teil des Hochsauerlandkreises, insbesondere das Stadtgebiet von Medebach nebst diversen südlicheren Stadtteilen (Medelon, Dreislar und Berge) und das Stadtgebiet Hallenbergs nebst allen Ortsteilen (Liesen, Hesborn und Braunshausen).
Auf hessischer Seite, im Westen des Landkreises Waldeck-Frankenberg, umfasst sie ferner die Allendorfer Ortsteile Bromskirchen und Somplar im äußersten Süden, den Frankenberger Stadtteil Rengershausen im äußersten Südosten und die Ortsteile Münden, Neukirchen und Dalwigksthal von Lichtenfels im äußersten Osten.

## Naturräumliche Gliederung

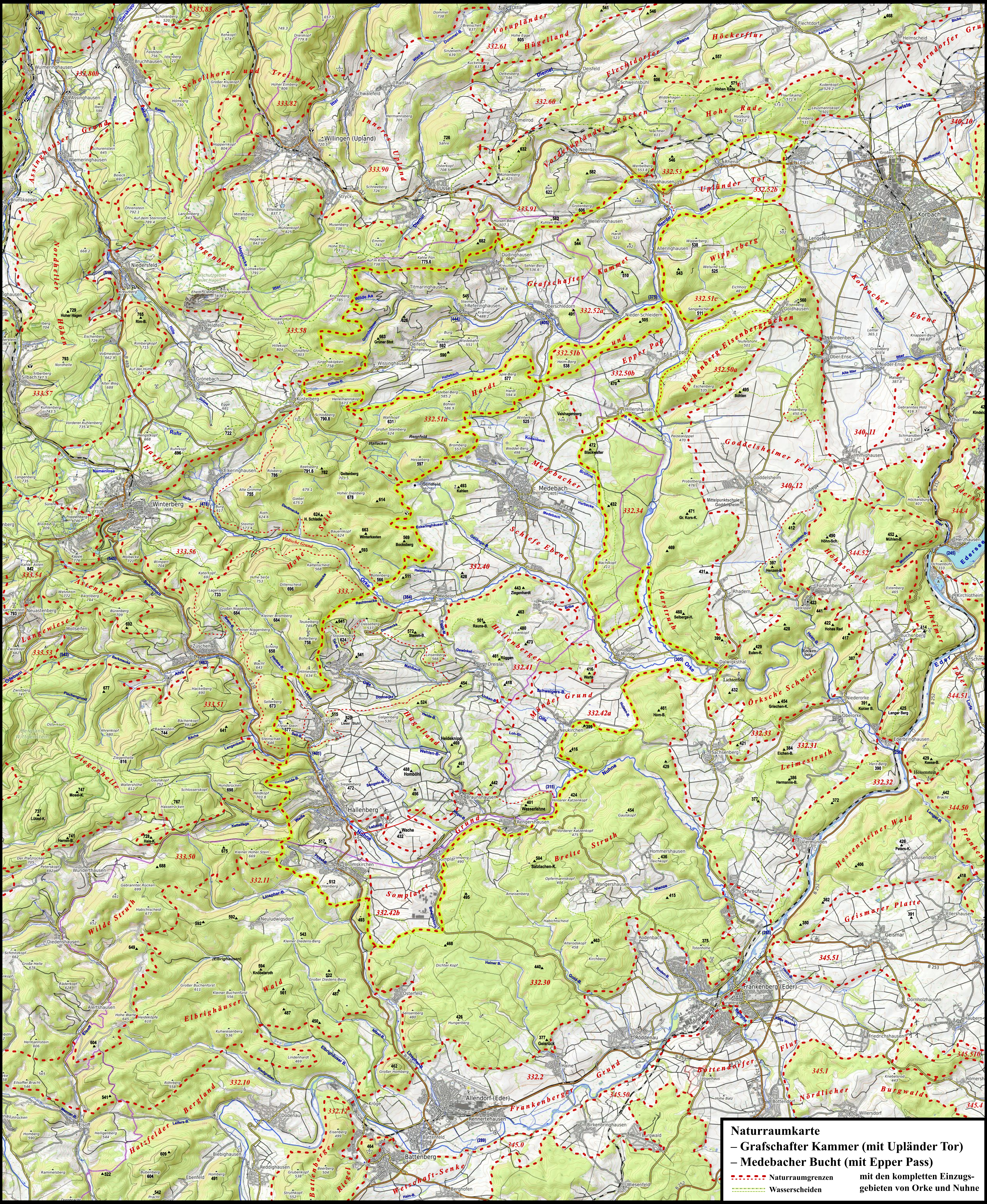
Naturraumkarte des kompletten Kulturraums Medebacher Bucht; die eigentliche Medebacher Bucht und die Grafschafter Kammer (nördlich davon) sind hervorgehoben

Die Medebacher Bucht gliedert sich naturräumlich wie folgt:
- 332.4 Medebacher Bucht (113 km²)[2]
  - 332.40 Medebacher Schiefe Ebene
  - 332.41 Hallenberger Hügelland
  - 332.42 Münder Grund

Kein nomineller Teil der Medebacher Bucht, jedoch seine Pforte zum Korbacher Land im Nordosten, ist der Epper Pass (Westen und Norden der Einheit 332.50).
Von den im nördlichen Osten angrenzenden Erhebungen des Rothaargebirges fällt die ansonsten auffallend flache Schiefe Ebene von Medebach in südöstliche Richtungen allmählich von etwa 450 auf 350 m ü. NHN ab. Im Südosten und damit im zentralen Osten der Bucht erreicht sie den Münder Grund, der sich mit Höhen von nur 300 bis 350 m an der Ostgrenze der Bucht gen Südwesten zieht.
Die nebst ihren Flusstälern in südöstliche Richtungen abfallende Landschaft wird von den hierzu diagonal, in nordöstliche Richtungen verlaufenden, teils fast 600 m Höhe erreichenden Rippen, Höckern und Riedeln des Hallenberger Hügellandes gekreuzt und in Segmente geteilt.
Die unmittelbaren Osthänge der Rothaargebirgs-Abdachung westlich der Orte Bromskirchen, Hallenberg und seiner sich nördlich anschließenden Ortsteile Liesen und Hesborn wurden früher als Driesche und Huten genutzt, sind heute jedoch verheidet oder wieder bewaldet.

### Medebacher Schiefe Ebene
Die Medebacher Schiefe Ebene enthält an Ortschaften nur Medebach im Zentrum und Medelon im Südwesten sowie ein paar Weiler wie Glindfeld am Westrand. Südlich der Orke endet sie mit den Norderhebungen des Hallenberger Hügellandes an der Wasserscheide zur Nuhne mit (von West nach Ost) dem Stemmberg (572 m), dem Linsenberg (566 m) und dem Raunsberg (501 m). Der dreiecksförmige Südwestteil um Medelon ist durch Randbewaldungen links des nach Südosten der Orke zufließenden Gelängebachs etwas abgetrennt und stößt nach Nordwesten an die Vorhöhen des Winterkasten (662 m) im Naturraum Hohe Seite, Rothaargebirge.
Der Hauptteil um Medebach wird nach Westen von Vorhöhen des Reetsbergs (792 m) und des Schlossbergs, ebenfalls Naturraum Hohe Seite, eingefasst und nach Norden von einem Rücken, der sich von der Haardt (knapp 600 m) über den Heimberg (538 m) nach Nordosten zieht (Naturraum Haardt und Wipperberg) und die Wasserscheide zur Wilden Aa trägt, die erst im Münder Grund der Orke zufließen wird. Die bewaldeten Randhöhen der Aa, die die Schiefe Ebene nach Osten abgrenzen (Naturraum Aarstruth) erreichen demgegenüber kaum über 400 m. Sie beginnen unmittelbar am Ostufer der Brühne, die östlich parallel zum Medebach der Orke zufließt.
Nur wenige, bis maximal 523 m (Winterkopf) aufragende Hügel kammern die ansonsten flachwellige Schiefe Ebene.

### Hallenberger Hügelland
Das Hallenberger Hügelland ist eine Hügellandschaft auf Gesteinen des Karbon unmittelbar südöstlich der Hohen Seite und östlich der Ausläufer der Ziegenhelle. Sie enthält die Ortschaften Bromskirchen (äußerster Südwesten), Hallenberg (Südwesten) nebst Liesen (Westen) und Hesborn (Nordwesten) sowie die Medebacher Stadtteile Dreislar (Nordosten) und Berge (äußerster Nordosten). Den Südwesten bei Hallenberg durchquert die Nuhne, der hier von Liesen aus die Liese zufließt, vom Bollerberg (658 m) als markantestem Rothaargebirgs-Randberg aus fließt die Olfe durch Hesborn, in östliche Richtung nach Dreislar und schließlich in südöstliche dem Münder Grund zu.
Auch südsüdöstlich des Bollerbergs stößt das Hügelland an markante Randberge des Rothaargebirges wie den Sellerberg (673 m; zwischen Liese und Nuhne) und den Heidkopf (704 m; jenseits der Nuhne), der zum Massiv der Ziegenhelle (816 m) gehört. Im äußersten Südwesten, bei Bromskirchen, bleibt eine solche Höhenschwelle aus und der Naturraum Elbrighäuser Wald steigt eher allmählich bis zum Knöbelsroth (594 m) an.
Die Berge und Höhenzüge präparieren ein paar Teillandschaften aus dem Hügelland, von denen besonders das Hesborner Becken um Hesborn mit Korridor nach Liesen und das Hallenberger Gefilde, das sich von der Nuhne bis zu den teils bewaldeten Anhöhen östlich davon zieht, markant sind.
Im Nordwesten des Hallenberger Hügellandes schiebt sich vom Stolzenberg (624 m) über den Dasseberg (537 m) und den Stemmberg (572 m) zum Linsenberg (566 m) ein dicht bewaldeter Höhenzug, der, außer am Dasseberg, Höhen von Rothaargebirgs-Randhöhen erreicht. Dabei rahmt der Stolzenberg eine nördliche Randbucht des Hesborner Beckens am Olfe-Zufluss Talwasser mit dem NSG Im Tal. Neben dem Talwasser im Westen wird der Teil-Höhenzug aus Stolzenberg und Dasseberg im Norden durch das Tal der Rechtmecke im Norden und das der Dormecke im Südosten, dem die Landesstraße nach Medelon folgt, begrenzt. Nur hier nur hier stehen noch, wie an der Hohen Seite, Gesteine des Devon an. Die Wälder am Stolzenberg sind dessen ungeachtet deutlich vom Übergang zum Grünland am Dasseberg (NSG Am Dasseberg) unterschieden.
Jenseits von Dormecke und Landesstraße wird die montanere Landschaft an der Doppelkuppe aus Stemm- und Linsenberg fortgesetzt, die nach Süden an das Tal der Olfe und die Kreisstraße nach Dreislar stößt und nach Osten von der Kreisstraße Dreislar–Medelon flankiert wird. Jenseits der Medeloner Straße, die in Richtung Medelon dem Tal der Figgemecke (zur Orke) und nach Dreislar dem Oswinkel (zur Olfe) folgt, schließt sich der nur noch 501 m hohe Raunsberg an, der gleichwohl gewissermaßen der Hauptberg des restlichen Hügellandes links der Olfe ist – das deutlich mehr Fläche einnimmt als die beiden höheren Bergzüge im Nordwesten; an seinem Nordostrand liegt Berge, während Dreislar an seinem Südwestrand von allen Seiten unmittelbar von Hügeln umgeben ist.
Rechts der Olfe schließt sich ein ähnlich flächiger Höhenzug an, der am Galgenberg in seinem Norden 530 m erreicht. Beim Galgenberg handelt es sich um einen gratartigen Höhenrücken (Kieselschiefer und Grauwacke) zwischen Liesen und Dreislar, der nach Norden keine Riedel aufweist und steil vor dem Tal der Olfe endet, während er nach Süden bis Südosten in ein ähnlich abwechslungsreiches Hügelland mit Höhen stets unter 500 m übergeht wie der Raunsberg.
Durch Hilmesberg (643 m), die Ostflanke des Bollerbergs, Stolzenberg, Dasseberg, Stemmberg und Linsenberg ist das Hesborner Becken nach Nordwesten bis Osten scharf begrenzt; südlich des Linsenbergs, nach der Mündung des Mahlbachs (auf 387 m), wird es durch eine merkliche Talenge abgeschlossen, nach Süden bildet der Galgenberg eine Einfassung unmittelbar südlich des Olfetals. Richtung Südwesten sinkt die Wasserscheide zwischen Olfe und Liese an der Landesstraße nach Liesen auf 484 m und bildet einen Korridor zum Lieser Teilbecken, das nach Südwesten an einem Durchbruch der Liese, unmittelbar nach dem Zufließen des Sellerbachs auf 415 m, seinen Abschluss findet. Im Westen schließen sich Steinschab (646 m) und Sellerberg (673 m) an; der vom Sellerbach flankierte Sellerberg-Ausläufer Freier Stein erreicht, bereits randlich im Naturraum, 577 m. Die Böden des Hesborner Beckens sind zum Teil lößhaltig.
Weniger scharf als das Hesborner Becken ist das Hallenberger Gefilde begrenzt, und zwar insbesondere nach Osten. Die Erhebungen sind zum Teil nicht oder nur inselartig bewaldet, und zwischen ihnen setzen sich entsprechend die Feld- und Grünlandschaften fort.

### Münder Grund
Der Münder Grund ist eine Quermulde mit Gesteinen des Quartär und des Zechsteins, die sich vom Mittellauf der Nuhne zu dem der Orke nach Nordosten zieht. Hier liegen Somplar (zu Bromskirchen, an der Nuhne), Braunshausen (zu Hallenberg; am im Hallenberger Hügelland entspringenden Wehlenbach), Rengershausen (zu Frankenberg; an der Nuhne) und schließlich, alle zu Lichtenfels, Neukirchen (an der Olfe), Münden (an Orke, knapp oberhalb der Mündung der Wilden Aa) und Dalwigksthal (knapp unterhalb der Mündung). Nordwestlich Mündens bildet das Tal der Orke einen Korridor zur Schiefen Ebene von Medebach. Nach Nordwesten, zum Hallenberger Hügelland, sowie nach Südosten, zur Breiten Struth, steigt die Landschaft merklich an, zur Breiten Struth setzt überdies eine intensive Bewaldung ein. Ähnlich wie zur Breiten Struth vollzieht sich der Übergang zur Aarstruth im äußersten Nordosten und zur Örkschen Schweiz südöstlich davon, bei Dalwigksthal. Lediglich südlich des letztgenannten Ortes geht die Landschaft auf einem schmalen Korridor wieder in eine offene Landschaft, die Sachsenberger Leimestruth, über, die indes hier deutlich ansteigt.
Der eigentliche Münder Grund im Nordosten mit Münden und Neukirchen ist durch den Riedel der Wasserlehne (401 m) vom Somplarer Grund im Südwesten getrennt, der deutlich enger am Nuhnetal verläuft und sich flussaufwärts bis in die Hallenberger Unterstadt erweitern ließe. Er ließe sich noch einmal aufteilen in das schmale Nuhnetal mit Gesteinen des Quartär und das flächigere, sanft ansteigende Bromskirchener Feld südwestlich Somplars auf Zechstein.

### Epper Pass
Während der Münder Grund die südöstliche Pforte der Medebacher Bucht nach Frankenberg im Südosten darstellt, verbindet der Epper Pass sie nach Nordosten mit Korbach. Die in Medebach auf etwa 403 m startende Landesstraße 617 führt, in Hessen als Landesstraße 3083, über Hillershausen (Abzweig der Kreisstraße 55 nach Goddelsheim) und Eppe, nördlich vorbei an Goldhausen, über Lengefeld, wo das Korbacher Land erreicht wird und der Naturraum Epper Pass endet, zur Waldeckischen Kreisstadt. Am Sattel zwischen Valshagen und Blackwalter, wo die Medebacher Schiefe Ebene in den Epper Pass übergeht, erreicht sie, noch in NRW, gut 445 m, in Eppe fällt sie auf um 360 m und quert die Aar. Westlich und nördlich Goldhausens erreicht sie zwischen dem Massiv des Wipperbergs noch zweimal etwa 445 m, um am Kuhbach, unmittelbar östlich der Korbacher Altstadt, auf unter 370 m abzufallen.
Nach Norden wird der Epper Pass durch den Heimberg (537,7 m) und, jenseits der Aar, durch das Massiv des Wipperbergs (bis 543 m) begrenzt, nach Süden von den Anhöhen der Aarstruth (Blackwalter: 472 m) und jenseits der Aar durch den Eschenberg (535 m) und den Eisenberg (560 m).
In der naturräumlichen Gliederung auf Blatt 111 Arolsen ist der Epper Pass Teileinheit der Einheit 332.50 Eschenberg-Eisenbergrücken (mit Epper Pass). Heimberg und Wipperberg sind wiederum Teile der Einheit 332.51 Hardt und Wipperberg.

### Angrenzende Naturräume
Die Medebacher Bucht ist Teil der Ostabdachung des im Westen unmittelbar angrenzenden Rothaargebirges (Haupteinheit 333) mit (von Südsüdwest nach Nordnordost) Heidkopf (703,8 m), Sellerberg (672,6 m) Bollerberg (757,7 m) und Winterkasten (662,6 m). Nur der Heidkopf liegt jenseits der Nuhne im Naturraum der Ziegenhelle (333.51), während die anderen Randerhebungen zur Hohen Seite (333.7) gehören.
In nördliche, östliche, südliche und südwestlichere Himmelsrichtungen grenzt die Medebacher Bucht an andere Teile des Ostsauerländer Gebirgsrandes, die, anders als die Bucht selber, weitgehend bewaldet sind:
- Grafschafter Bergland (332.5) – im Norden
  - Hard und Wipperberg (332.51) – bis 630,5 m, Norden
    - Hesseberg (596,2 m)
    - Bromberg (557,3 m)
    - Hardt (594,4 m)

  - Eschenberg-Eisenberg-Rücken (mit Epper Pass) (332.50) – bis 562 m
    - um den Valshagen Übergang zum Epper Pass, der die Medebacher Bucht mit dem Korbacher Land verbindet, im östlichen Norden
- Waldstruth (332.3) – Osten und Südosten
  - Aarstruth (332.34) – bis 476 m, Nordosten
  - Örksche Schweiz (332.33) – bis 454 m, minimale Berührstelle im Osten
  - Sachsenberger Leimestruth (332.31) – bis ca. 437 m, minimale Berührstelle im Osten
  - Breite Struth (332.30) – bis 504 m, südlicher Osten bis östlicher Süden
- Hinterländer Ederbergland (332.1) – Südwesten
  - Elbrighäuser Wald (332.11) – in Buchtnähe bis 594 m, Südwesten

Der die Medebacher Bucht nach Norden begrenzende Westteil von 332.51 (Hardt) ist mehr oder weniger eine natürliche Erweiterung der Hohen Seite, deren Bewaldung er ohne nennenswerte Trennlinie fortsetzt, nach Nordosten. Er entwässert über Gelängebach, Medebach und Brühne auch fast komplett zur Medebacher Bucht (Schiefen Ebene) – die Wasserscheide zur die Grafschafter Kammer (333.52) entwässernden Wilden Aa liegt deutlich auf der Nordseite.

## Fließgewässer
Die Medebacher Bucht liegt gänzlich im Einzugsgebiet der Eder. Die Flüsse Orke (nördlich der Mitte) und Nuhne (Süden) entspringen nebst ihren Nebenflüssen im Rothaargebirge und durchfließen die Bucht in ostsüdöstliche Richtungen. Der Linspherbach als dritter beteiligter, direkter Nebenfluss der Eder hat nur im Mittellauf, als süd(west)licher Grenzfluss zum Hinterländer Ederbergland, Anteil am Naturraum.
Die folgende Tabelle führt die wichtigsten Flüsse der Medebacher Bucht, ihre Länge, ihr Einzugsgebiet und, falls ermittelbar (Mündung in Hessen), ihren Abfluss auf. Sie ist orographisch im Gegenuhrzeigersinn geordnet, beginnend im Osten, wodurch alle Flüsse bis zur Orke genau die der Schiefen Ebene sind. Sie kann auch nach DGKZ sortiert werden und listet dann die jeweiligen Zuflüsse hierarchisch von der Quelle bis zur Mündung:
| Name                     | Haupt- fluss       | Länge [km] | Einzugsgebiet [km²] | Abfluss (MQ) [l/s] | Bemerkungen | DGKZ      |
| ------------------------ | ------------------ | ---------- | ------------------- | ------------------ | --- | --------- |
| Wilde Aa                 | Orke (l)           | 27,1       | 126,4               | 1.815              | nur im Mündungslauf als Ostgrenze im Naturraum | 428-4600  |
| Bach von Hillershausen   | Orke (l)           | 4,1        | 4,4                 |                    | Epper Pass, durchfließt Hillershausen | 428-4660  |
| Brühne                   | Orke (l)           | 7,8        | 15,5                |                    | Quelle im Naturraum selber; ab dem Mittellauf nordöstlicher Grenzfluss; umrahmt Medebach von Norden bis Osten; NSG Brühnetal, direkt rechts an der Mündung NSG Medebacher Heide | 428-4400  |
| Kortenbeck               | Brühne (r)         | 1,5        |                     |                    | rechter Quellbach der Brühne vom Weddelberg | 428-4414  |
| Harbecke                 | Brühne (r)         | 7,8        | 7,9                 |                    | durchfließt den Norden der Besiedlung Medebachs | 428-4420  |
| Medebach                 | Orke (l)           | 7,9        | 8,3                 |                    | Medebacher Stadtbach; NSG Die Erlen am Oberlauf (oberhalb Medebachs), NSG Medebach-Frauenbruch am Unterlauf                                                                     | 428-4320  |
| Gelängebach              | Orke (l)           | 7,3        | 14,9                |                    | Mündung zwischen Medebach und Medelon; NSG Gelängebachtal | 428-4200  |
| Eckeringshauser Siepen   | Gelängebach (r)    | 5,4        | 4,5                 |                    | nur im Mündungslauf im Naturraum | 428-4220  |
| Heimecke                 | Orke (l)           | 3,6        | 2,6                 |                    | Mündung etwas unterhalb Medelons; kurzer Abschnitt verläuft durch das NSG Auf dem Knapp                                                                                         | 428-4180  |
| Orke                     | Eder (l)           | 38,2       | 279,1               | 3.845              | nur im Mittellauf im Naturraum; durchfließt Medelon und Münden | 428-4000  |
| Rechtmecke               | Orke (r)           | 1,8        |                     |                    | Verlauf an Naturraumgrenze | 428-4172  |
| Dormecke                 | Orke (r)           | 2,3        |                     |                    | Mündung unmittelbar unterhalb Medelons; NSG Figgemecketal | 428-4174  |
| Figgemecke               | Orke (r)           | 1,3        |                     |                    | Mündung unmittelbar unterhalb Medelons; NSG Figgemecketal | 428-4176  |
| Bribe                    | Orke (r)           | 1,3        |                     |                    | Berge am Bachlauf; NSG Berger Bachtal | 428-4392  |
| Schweigersbach           | Orke (r)           | 5,5        | 8,1                 |                    | verläuft gänzlich im Naturraum, Mündung unmittelbar unterhalb Mündens; NSG An der Gemeine am Oberlauf (in NRW)                                                                  | 428-4520  |
| Holzenbach               | Schweigersbach (r) | 1,6        | 1,9                 |                    | ganz in Hessen; rahmt die Breite Struth um den Homberg | 428-4522  |
| Die Oswinkel             | Olfe (l)           | 1,8        | 2,5                 |                    | Mündung in Dreislar | 428-2620  |
| Mahlbach                 | Olfe (l)           | 2,4        |                     |                    | NSG Mahlbach- und Ölfetalsystem | 428-2618  |
| Talwasser                | Olfe (l)           | 2,2        |                     |                    | Mündung in Hesborn; NSG Im Tal (größtenteils auf der Hohen Seite) | 428-2612  |
| Olfe                     | Nuhne (l)          | 11,7       | 22,4                | 299                | durchfließt Hesborn, Dreislar und Neukirchen; NSG Mahlbach- und Ölfetalsystem, NSG Olfetal                                                                                      | 428-2600  |
| Unkenbach                | Olfe (r)           | 2,2        | 3,5                 |                    | NSG Unkenbachtal | 428-2652  |
| Lohgraben                | Olfe (r)           | 3,6        | 5,2                 |                    | Mündung unmittelbar unterhalb Neukirchens; NSG Lohgraben-Herzgraben im Oberlauf (NRW)                                                                                           | 428-2660  |
| Heidebach                | Wehlenbach (l)     | 1,8        |                     |                    | verläuft gänzlich im Naturraum | 428-2564  |
| Wehlenbach               | Nuhne (l)          | 5,5        | 6,8                 |                    | verläuft gänzlich im Naturraum; durchfließt Braunshausen | 428-2560  |
| Nägelbach                | Nuhne (l)          | 1,2        |                     |                    | | 428-2552  |
| Dreisbach                | Nuhne (l)          | 4,5        | 4,3                 |                    | verläuft gänzlich im Naturraum; NSG Dreisbachtal | 428-2540  |
| Sengelnbach              | Dreisbach (r)      | 1,1        |                     |                    | | 428-2542  |
| Lehmbach                 | Nuhne (l)          | 1,2        |                     |                    | | 428-25312 |
| Liese                    | Nuhne (l)          | 7,0        | 9,1                 |                    | durchfließt Liesen; NSG Liesetal am Oberlauf, größtenteils Hohe Seite | 428-2400  |
| Herbesbach               | Liese (r)          | 1,1        |                     |                    | nur Mündung, fast komplett Hohe Seite | 428-2420  |
| Sellbach                 | Liese (r)          | 1,6        |                     |                    | Mündung unmittelbar vor Durchbruch, am Südwestrand des Hesborner Beckens | 428-2492  |
| Nuhne                    | Eder (l)           |            | 156,7               | 2.662              | durchfließt Hallenberg, Somplar und Rengershausen; NSG Nuhnewiesen von unterhalb Hallenbergs bis zur Landesgrenze                                                               | 428-2000  |
| Heidebach                | Nuhne (r)          | 1,8        |                     |                    | Mündung im Norden Hallenbergs; nur Mündungslauf | 428-2512  |
| Welfe                    | Nuhne (r)          | 6,3        | 7,9                 |                    | Mündung in Hallenberg; nur Mündungslauf | 428-2520  |
| Bach von der Dalwigsborn | Nuhne (r)          | 3,2        |                     |                    | Mündung in Somplar | 428-5392  |
| Fickelbach               | Linspherbach (l)   | 4,0        | 2,8                 |                    | durchfließt Bromskirchen | 428-1820  |
| Linspherbach             | Eder (l)           | 18,3       | 33,1                | 566                | nur im Mittellauf als südlicher Grenzfluss im Naturraum | 428-1800  |

## Berge
Obgleich primär eine Talsenke, verfügt die Medebacher Bucht, vor allem mittig im Hallenberger Hügelland und im Norden der Schiefen Ebene von Medebach, durchaus über nennenswerte innere Erhebungen. Während der Stolzenberg (624 m) nur ein Ausläufer des Bollerberg-Südgipfels Teukelberg ist, weisen die sich an der Nuhne-Orke-Wasserscheide im Norden des Hallenberger Hügellandes anschließenden Stemmberg (572 m), Linsenberg (566 m) und Raunsberg (501 m) jeweils Schartenhöhen von 57 bis 73 Metern auf und sind damit als Berge sehr eigenständig – wobei der Niedrigste der Genannten, der Raunsberg, Hauptberg des Segmentes zwischen der Orke und der Straße Medelon–Dreislar–Neukirchen ist. Das mehr als die Hälfte der Fläche des Hügellandes einnehmende Segment zwischen Olfe und Nuhne wird demgegenüber vom Galgenberg (530 m; 46 m Schartenhöhe zum Bollerberg) dominiert. In der Medebacher Schiefen Ebene sind die Hügel Kahlen (493 m), Winterkopf (523 m), Weddelberg (498 m) und Valshagen (508 m) jeweils relativ eigenständig bei Schartenhöhen von 42 bis 58 m (Kahlen).
Der besseren Übersicht wegen sind die folgenden Listungen, von Südwest nach Nordost, aufgeteilt in die westlichen Randhöhen rechts (westlich) der Nuhne, die deutlich höheren westlichen, nördlichen und östlichen Randberge des Hesborner Beckens, die Galgenberg-Gruppe rechts der Olfe, die Raunsberg-Gruppe links der Olfe und rechts der Orke sowie Berge der Medebacher Schiefen Ebene links der Orke. Die Berge sind stets sortiert nach Höhe in Meter (m) über Normalhöhennull (NHN), gegebenenfalls ist die Höhe der Bezugsscharte nach alter Grundkarte angegeben.

### Westliche Randberge
Folgende Erhebungen des Hallenberger Hügellandes liegen rechts (westlich) der Nuhne:
- Langer Lon (516,8 m) – äußerster Randberg im Südwesten der Medebacher Bucht, zwischen Hallenberg und Bromskirchen
- Lichtenberg (511,5 m) – äußerster Randberg im Südwesten der Medebacher Bucht, südlich des Langen Lon, unmittelbar südwestlich Bromskirchens

Zwar ragen auch Ausläufer der Ziegenhelle und der Wilden Struth ins Hallenberger Hügelland, jedoch handelt es sich um Riedel ohne eigenständige Gipfel, weshalb sich die Kurzliste auf Ausläufer des Elbrighäuser Waldes beschränkt.

### (Rand-)Berge des Hesborner Beckens
Folgende Berge rahmen das Hesborner Becken vom Westen über den Norden bis zum Osten oder liegen in ihm:

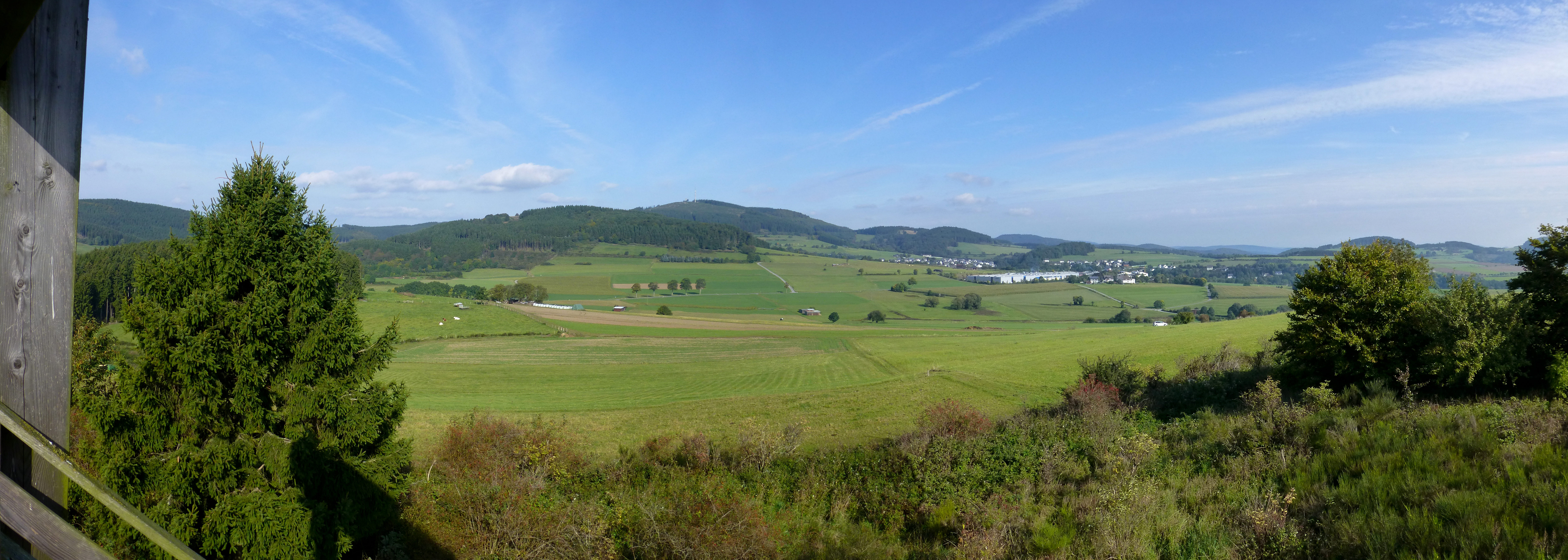
Blick vom Lieser Stuhl auf das Hesborner Becken mit den Randbergen Sellerberg Bollerberg, Stolzenberg (linksbis Mitte) sowie Stemmberg und Linsenberg (rechts); dazwischen, mit deutlich geringerer Höhe, der Bückling vor dem Dasseberg. Im Vordergrund Hesborn mit dem Gebäude der Borbet GmbH.
Im Hintergrund einige weitere Randberge der Hohen Seite sowie die Kahle Pön – siehe Bildbeschreibungsseite

- Stolzenberg (623,7 m) – nordwestlicher Randberg nördlich von Hesborn; bollerbergnaher Rothaargebirgsausläufer
- Freier Stein (577 m; Scharte zum Sellerberg auf 543,8 m) – westlicher Randberg, westlich von Liesen
- Stemmberg (572,2 m; Scharte zu Stolzenberg und Bollerberg auf 498,9 m) – nordöstlicher Randberg, südwestlich von Medelon; NSG Stemmberg und NSG Rüdenscheid am Südhang
  - Südostgipfel (543,9 m; Scharte auf 534,9 m)
  - Nordwestgipfel (519,2 m; Scharte auf 494,2 m)
- Linsenberg (566,1 m; Scharte zum Stemmberg auf 509,8 m) – östlicher Randberg, westnordwestlich von Dreislar und unmittelbar südöstlich des Stemmbergs; NSG Hollenhaus am Südfuß
- Bückling (542,2 m) – innere Erhebung des Hesborner Beckens, Stolzenberg-Ausläufer unmittelbar nordöstlich von Hesborn
- Dasseberg (537,1 m) – nördliche Randhöhe, unmittelbar östlich des Stolzenbergs; NSG Am Dasseberg

### Galgenberg-Gruppe
Folgende Erhebungen des Hallenberger Hügellandes liegen rechts der Olfe und rechts der Nuhne:

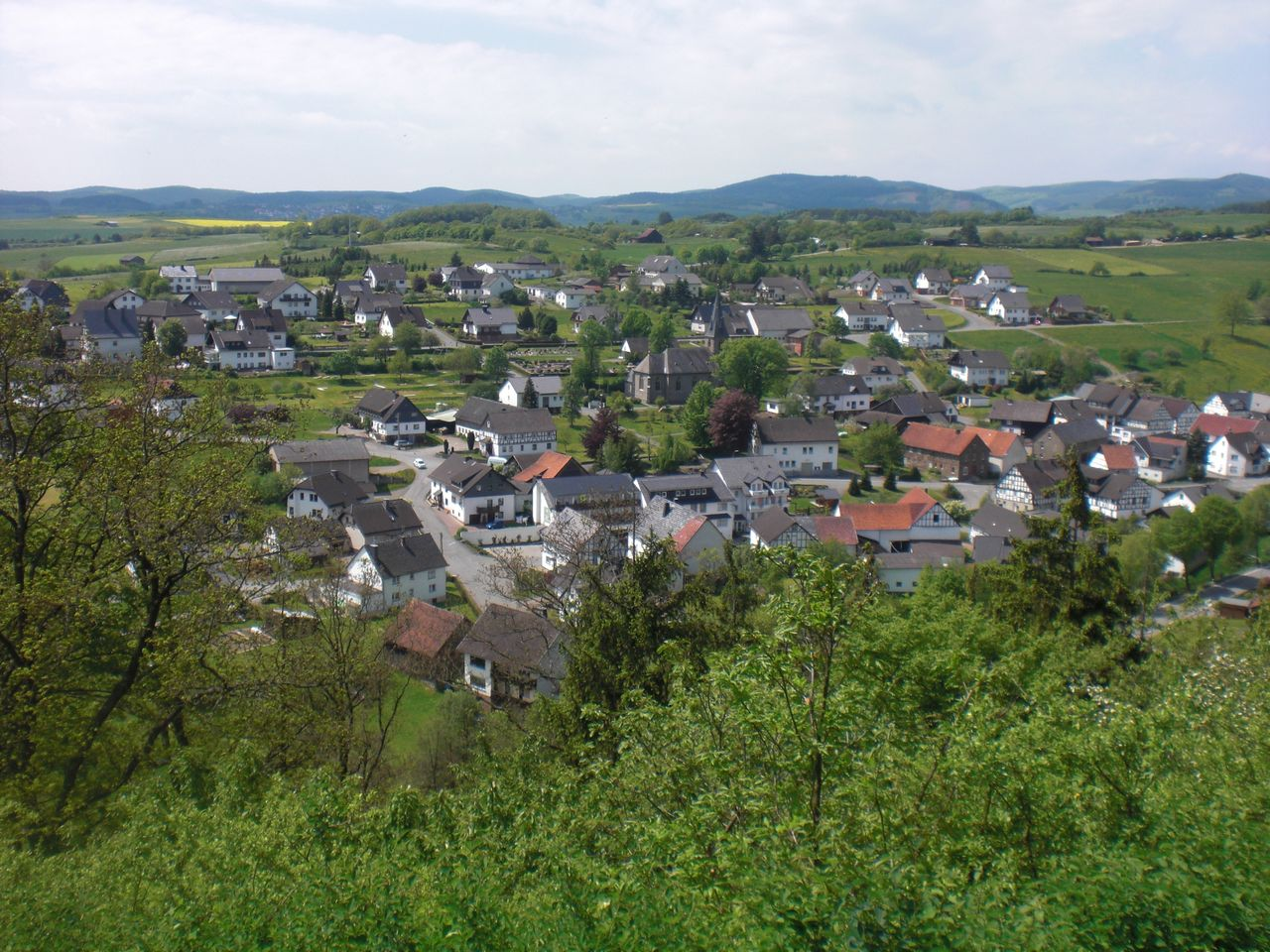
Braunshausen und die südlichsten Hügel.
Im Hintergrund auf der linken Bildhälfte der Elbrighäuser Wald (bis um) mit Bromskirchen am Nordosthang und rechts dahinter den Kuppen nördlich und nordwestlich von Neuludwigsdorf; rechts davon Nordostausläufer der Wilden Struth mit der Oberecke unmittelbar südlich von Dachsloch und oberhalb der Elsoff sowie, hervorgehobener, Großem und Kleinem Hohen Stein (rechts der Mitte); rechts davon Südausläufer der Ziegenhelle mit dem Heidkopf (ganz rechts). Vor Letzterem der Hügel Unter dem Homböhl.

- Galgenberg (530,4 m; Scharte zu Hilmesberg und Bollerberg auf 484,4 m) – Norden der Gruppe, südwestlich des Linsenbergs, östlich von Liesen; Hauptgipfel eines Grats zwischen Liesen und Dreislar; NSG Galgenberg am Gipfel und NSG Am Kramenzelloch südöstlich davon
- Lieser Stuhl (528,9 m + Stuhlhöhe) – Westgipfel des Galgenbergs, östlich oberhalb Liesenss
- Königsloh (514,9 m) – nordwestlichster Abschluss des Galgenberg-Grats, unmittelbar nordöstlich Liesens
- Homböhl (488,1 m) – Südwesten, am Übergang zum Hallenberger Gefilde; nordwestlich von Braunshausen und südlich des Galgenberg-Grats; NSG Homböhl am Gipfel und zweiteiliges NSG Mausenloch am südöstlichen Vor-Gipfel Unter dem Homböhl (455,6 m); weiter südöstlich NSG Steinschlade
- Siegelsberg (471,8 m) – im Hallenberger Gefilde im Südwesten, nordöstlich von Hallenberg, westlich des Homböhl; NSG Biotopkomplex östlich Hallenberg an den südwestlichen Hängen
- Heideknipp (468,8 m) – nordöstlich des Hombühl und südöstlich des Galgenbergs, nördlich von Braunshausen; NSG Biotopkomplex südöstlich der Vogelshöhe am Nordosthang und nördlich davon
- Unter dem Homböhl (455,6 m) – südöstlicher Vor-Gipfel des Hombühl am Rand des Hallenberger Gefildes; NSG Mausenloch; weiter südöstlich NSG Steinschlade
- Nordhelle (454 m) – Nordostgipfel des Galgenberg-Grats, unmittelbar südwestlich von Dreislar; NSG Nordhelle am Südosthang
- Müllers Kirchhoff (441,6 m) – Südosten der Gruppe, nordöstlich Braunshausens; NSG Heckenlandschaft Braunshausen
- Wache (432,1 m) – südlicher Randhügel des Hallenberger Hügellandes, im Hallenberger Gefilde zwischen Hallenberg und Somplar; Südostsporn des Siegelsbergs; NSG Wache
- Wasserlehne (400,9 m) – äußerster Südosten der Gruppe, Trennschwelle zwischen eigentlichem Münder Grund und dem Somplarer Grund im Südwesten, nordöstlich von Rengershausen

### Raunsberg-Gruppe
Folgende Erhebungen des Hallenberger Hügellandes liegen links der Olfe rechts der Orke und überdies östlich der Kreisstraße Medelon–Dreislar:
- Raunsberg (501,1 m am Westgipfel "Im Espe"; Scharte zum Linsenberg auf 433,4 m) – Nordwesten der Gruppe, nordöstlich des Linsenbergs, südöstlich von Medelon und nördlich von Dreislar; NSG Raunsberg am Südhang, NSG Ziegenhardt-Heideköppel am Nordhang
- Lückenkopf (480 m) – ostsüdöstlich des Raunsbergs, südwestlich von Berge; NSG Lückenkopf am Südwesthang
- Gilsterkopf (472,8 m) – nur 450 Meter südlich des Lückenkopfes
- Homberg (462,9 m) – ostnordöstlich des Raunsbergs, westlich von Berge; NSG Homberg am Osthang
- Rüggen (461 m) – Westen der Gruppe, östlich von Dreislar; NSG Rüggen an Gipfel und Westhang
- Ziegenhardt (442,9 m) – nördlichster Hügel des Hallenberger Hügellandes und der Gruppe, nordwestlich von Berge; NSG Ziegenhardt östlich des Gipfels, NSG Ziegenhardt-Heideköppel am Südwestfuß
- Ziegenberg (417,6 m) – südlich des Rüggen, südöstlich Deislars; zweiteiliges NSG Ziegenberg am Südosthang
- Warte (416 m) – östlicher Randberg des Hallenberger Hügellandes und der Gruppe, südwestlich von Münden; einziger „Hügel“ in Hessen

### Erhebungen der Medebacher Schiefen Ebene
Folgende Erhebungen der Medebacher Bucht liegen in der Medebacher Schiefen Ebene und damit links der Orke:
- Winterkopf (524,9 m; Scharte zur Hardt auf 478,9 m) – Nahtstelle der Schiefen Ebene zur Hardt, äußerster Norden, nördlich vom Weddelberg
- Valshagenberg (Valshagen; 508,1 m am Südgipfel; Scharte zu Hardt auf 466,1 m) – unmittelbar vor dem Epper Pass im östlichen äußersten Norden, östlich vom Winterkopf
- Bärberg (511,1 m; Scharte zum Bollenberg (Vorhöhe des Winterkastens) auf 492,8 m) – südwestlicher Randhügel der Schiefen Ebene, nordwestlich von Medelon, NSG Bärberg am Südhang
- Weddelberg (498,3 m; Scharte zum Winterkopf auf 455,2 m) – südlich des Winterkopfes, nördlich von Medebach
- Kahlen (493,2 m; Scharte zum Hesseberg auf 435,1 m) – unmittelbar westlich Medebachs, Schiefe Ebene; NSG Gelängeberg am Südwesthang der südlichen Fortsetzung zum Gelängebach
- Steinberg (470,1 m) – Epper Pass unmittelbar nordöstlich der Bucht im Rücken des Valshagen; nördlich von Hillershausen
- Auf dem Knapp (428,1 m) – Südwesten der Schiefen Ebene, nordwestlich Medelons; NSG auf dem Knapp, NSG Auf dem Schleim an einem schmalen Nebenbachtal am Osthang

## Kulturgeschichte
Territorial gehörte die Kernzone der Medebacher Bucht im Mittelalter und der frühen Neuzeit wie die westlich angrenzenden Gebiete zum Kölnischen Sauerland. Seit 1815 gehörte sie zum Königreich Preußen.
Die landwirtschaftliche Nutzung ist kleinteilig. Architektonisch sind landwirtschaftlichen Gebäude den hessischen Bautypen zuzuordnen. Die abseitige Lage fern der Verkehrsströme ist primär von Land- und Forstwirtschaft, die Siedlungsstruktur von Weilern und kleinen Dörfern geprägt. Zu den typischen Landschaftsbestandteilen gehören Kreuzwege.

## Ortschaften
Insgesamt wohnen etwa 13.400 Einwohner in den Ortschaften der Medebacher Bucht, davon etwa 44 % in diversen Stadtteilen Medebachs, 34 % in den Stadtteilen Hallenberg, 13 % in den zwei Haupt-Ortsteilen Bromskirchens, 7 % in zwei Ortsteilen von Lichtenfels und 3 % in einem Außenstadtteil Frankenbergs.
Die folgende Auflistung ist alphabetisch zunächst nach den fünf Gemeinden, innerhalb derer dann nach Gemeindeteilen geordnet. Aufgezählt werden Einwohnerzahlen, Lage innerhalb der Medebacher Bucht und, durch Semikolon getrennt, die Lage der Medebacher Bucht innerhalb der jeweiligen Gemeindegemarkung.
(Gesamteinwohnerzahlen beziehen sich nur auf die Ortsteile der Medebacher Bucht – Einwohnerzahlen mit Stern (*) sind daher nur Teileinwohnerzahlen der Gemeinde!)
- Bromskirchen (1713* EW, äußerster Süden; Nordosten der Gemeindegemarkung mit den wichtigsten Gemeindeteilen)
  - Bromskirchen (1246 EW)
  - Somplar (467 EW)
- Frankenberg (417* EW, äußerster Südosten; minimal im äußersten Nordwesten der Gemarkung)
  - Rengershausen (417 EW)
- Hallenberg (4502 EW, südwestliche Mitte bis Südwesten; Osthälfte der Gemarkung mit allen besiedelten Ortsteilen)
  - Braunshausen (350 EW)
  - Hallenberg (2372 EW)
  - Hesborn (1000 EW)
  - Liesen (780 EW)
- Lichtenfels (1092* EW, äußerster Osten; äußerster Westen der Gemarkung)
  - Dalwigksthal (184 EW)
  - Münden (420 EW)
  - Neukirchen (488 EW)
- Medebach (5851* EW, Mitte bis Norden; in etwa die süd(öst)liche Hälfte der Gemarkung)
  - Berge (132 EW, inc. Ronninghausen)
  - Dreislar (376 EW)
  - Medebach (4704 EW)
  - Medelon (639 EW)

## Europäisches Vogelschutzgebiet Medebacher Bucht

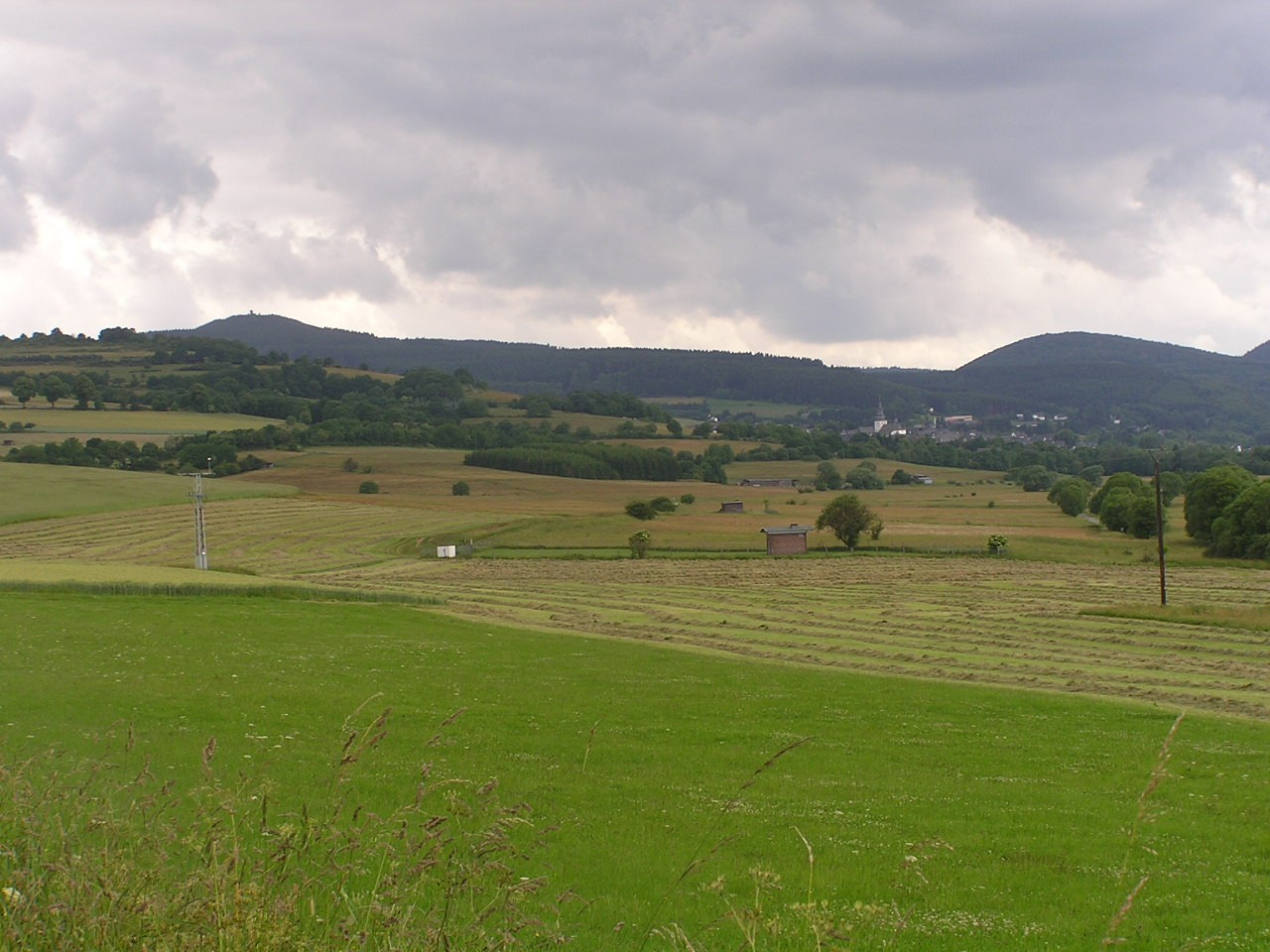
Naturschutzgebiet Nuhnewiesen

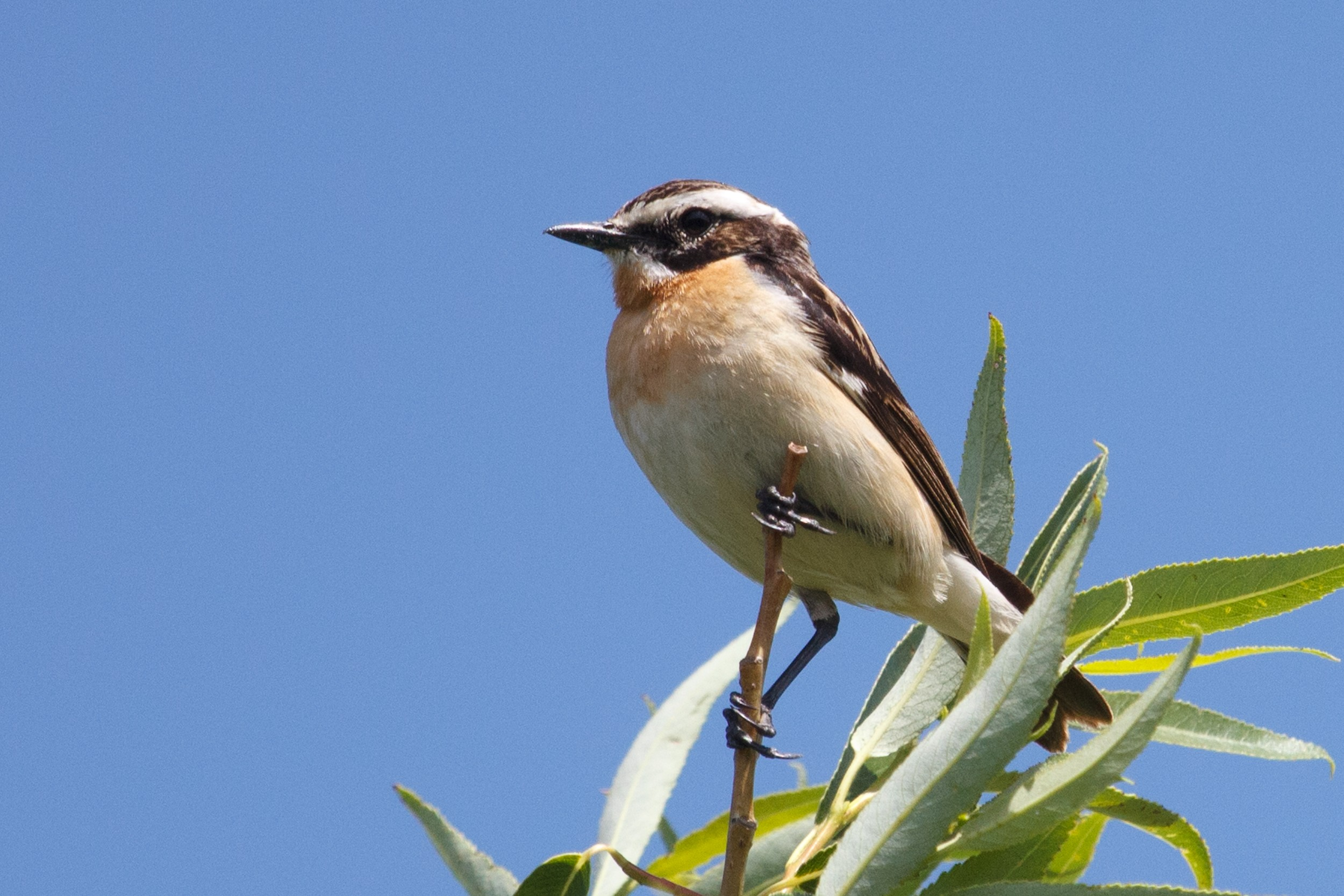
Braunkehlchen im Naturschutzgebiet Nuhnewiesen

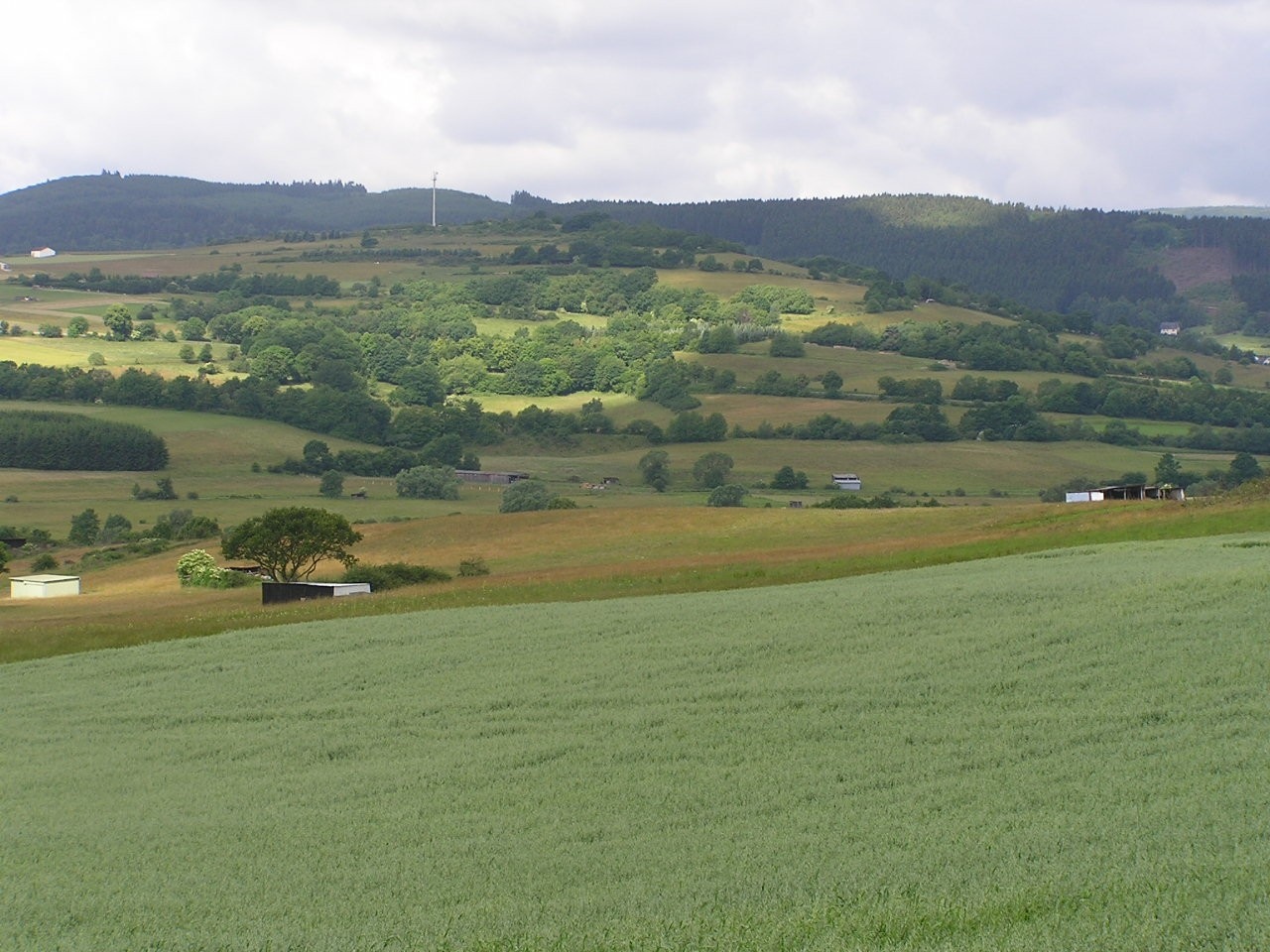
Bereich Langeloh im Landschaftsschutzgebiet Magergrünland südlich Hallenberg

Im Kulturraum Medebacher Bucht wurde das Europäische Vogelschutzgebiet (Kurzbezeichnung Vogelschutzgebiet), unter NR. DE-4717-401, im Schutzgebietssystem Natura 2000 der Europäischen Union ausgewiesen. Mit 138,72 km² Fläche umfasst es 75,3 % des Kulturraums Medebacher Bucht. In Medebacher Bucht und Grafschafter Kammer sind nur die besiedelten Ortschaften ausgespart, der Naturraum Hohe Seite im Rothaargebirge ist mit Bollerberg, Hoher Seite, Winterkasten und den Südostflanken von Reetsberg und Schlossberg fast komplett enthalten. Nach Südwesten reicht das Schutzgebiet bis an (nah Hallenberg) bzw. bis etwa anderthalb Kilometer vor (bei Züschen) die B 236.
Grund dieser Ausweisung ist, dass dort einige seltene Vogelarten mit größeren Brutpaarzahlen zu finden sind. Grund waren insbesondere die Vorkommen von Schwarzstorch, Wespenbussard, Rotmilan, Raufußkauz, Eisvogel, Grauspecht, Neuntöter, Raubwürger und Wiesenpieper. Dazu kommen noch zahlreiche weitere seltene Tierarten wie Wachtel, Rebhuhn, Mühlkoppe, Bachneunauge, Schwalbenschwanz, Dukaten-Feuerfalter und Warzenbeißer vor. Auch floristische Seltenheiten wie Trollblume, Bauernsenf und Heidenelke sind in der Medebacher Bucht anzutreffen. Ganze Lebensraumkomplexe haben hier europaweite Bedeutung wie die Bergmähwiesen, Glatthaferwiesen und Bergheiden.
Im Jahr 1990 schlug der Verein für Natur- und Vogelschutz im Hochsauerlandkreis (VNV) beim Internationalen Rat für Vogelschutz eine Ausweisung der Medebacher Bucht vor. 1998 erfolgte dann die Ausweisung als Vogelschutzgebiet. Der VNV hatte in den 1990er Jahren 4 bis 5 Brutpaare (BP) Schwarzstorch (10–15 % der NRW-Population), 20 BP Rotmilan (5–10 % der NRW-Population), 300 bis 500 BP Neuntöter (15–20 % der NRW-Population), 30 BP Raubwürger (30–50 % der NRW-Population), 60 Braunkehlchen (20 % der NRW-Population) und 30 BP Grauspecht (3–5 % der NRW-Population) nachgewiesen. Auf Antrag des VNV hatte die NRW-Stiftung in den 1990er Jahren Flächen im Piezfeld und im Gelängebachtal angekauft. 1997 stellte das Land NRW 2,5 Mill. DM zur Verbesserung der Lebensräume des Raubwürgers zur Verfügung. Diese Gelder waren verteilt auf fünf Jahre bewilligt. Die Durchführung des Projektes lag in der Hand der Biologischen Station Hochsauerlandkreis.
Von 2005 bis 2009 lief im Vogelschutzgebiet Medebacher Bucht ein LIFE-Projekt der Europäischen Union. Projektträger vor Ort war die Biologische Station Hochsauerlandkreis.
Während des LIFE-Projekt wurden unter anderem Gewässerrenaturierungen an den Flüssen Nuhne, Orke und Gelänge durchgeführt. Über 1000 Meter Uferverbau konnten an der Nuhne entfernt werden, damit sich natürliche Ufer- und Sohlstrukturen entwickeln können. An Nuhne, Gelänge und Orke wurden insgesamt 74 Wehre umgebaut und sind nun für Fische und andere Kleinorganismen wieder passierbar.
Im Naturschutzgebiet Nuhnewiesen wurde ein Beobachtungsturm gebaut. Vier Naturwege in "Highlights" des Gebietes wurden angelegt und multimediale Ausstellungen in Medebach und Hallenberg eingerichtet.
Mit der Heugrasansaat, mit Mähgut aus der Medebacher Bucht, beimpfte die Station ehemals artenarme Standorte. Zwei Doppelmessermähbalken, welche aus Projektmitteln angekauft wurden, können nach Anfrage bei der Biologischen Station an interessierte Landwirte ausgeliehen werden. Auf dem Hilmesberg bei Hesborn wurden großflächig standortfremde und monotone Fichtenbestände entfernt. Die Flächen wurden in einem speziellen Anspritzverfahren mit Heidesamen geimpft. Die beiden Beerenarten Blaubeere und Preiselbeere wurden mit autochthonen abgeplaggten Soden ausgebracht.
2019 wurde der Vogelschutz-Maßnahmenplan (VMP) EU-Vogelschutzgebiet Medebacher Bucht vom Landesamt für Natur, Umwelt und Verbraucherschutz Nordrhein-Westfalen veröffentlicht. Darin wurde festgestellt, dass es seit der Ausweisung auch im Vogelschutzgebiet zum Rückgang vieler Vogelarten kam da auch in der Medebacher Bucht eine starke Intensivierung der Landwirtschaft stattfand. Im 'Vogelschutz-Maßnahmenplan sind Maßnahmen aufgeführt die den Rückgang der Vogelarten im Schutzgebiet stoppen soll.

## Allgemeine Quellen
- BfN-Kartendienste
- Landschaftssteckbrief Medebacher Bucht des Bundesamtes für Naturschutz (Hinweise)